# India Maharashtra International 2022
Die India Maharashtra International 2022 im Badminton fanden vom 13. bis zum 18. September 2022 in Nagpur statt. Es war die erste Auflage der Turnierserie.

## Medaillengewinner
| Disziplin    | Gold                                        | Silber                                             | Bronze                                           |
| ------------ | ------------------------------------------- | -------------------------------------------------- | ------------------------------------------------ |
| Herreneinzel | Meiraba Luwang Maisnam                      | Mithun Manjunath                                   | Ravi                                             |
| Herreneinzel | Meiraba Luwang Maisnam                      | Mithun Manjunath                                   | Kiran George                                     |
| Dameneinzel  | Miho Kayama                                 | Ruthvika Shivani                                   | Isharani Baruah                                  |
| Dameneinzel  | Miho Kayama                                 | Ruthvika Shivani                                   | Tasnim Mir                                       |
| Herrendoppel | M. R. Arjun Dhruv Kapila                    | Chaloempon Charoenkitamorn Nanthakarn Yordphaisong | Krishna Prasad Garaga Vishnuvardhan Goud Panjala |
| Herrendoppel | M. R. Arjun Dhruv Kapila                    | Chaloempon Charoenkitamorn Nanthakarn Yordphaisong | P. S. Ravikrishna Sankar Prasad Udayakumar       |
| Damendoppel  | Chisato Hoshi Miyu Takahashi                | Miho Kayama Kaho Osawa                             | Riko Imai Maiko Kawazoe                          |
| Damendoppel  | Chisato Hoshi Miyu Takahashi                | Miho Kayama Kaho Osawa                             | Sarochin Palaiphoon Methika Puthawilai           |
| Mixed        | Ruttanapak Oupthong Jhenicha Sudjaipraparat | Gouse Shaik Maneesha Kukkapalli                    | Bokka Navaneeth Priya Konjengbam                 |
| Mixed        | Ruttanapak Oupthong Jhenicha Sudjaipraparat | Gouse Shaik Maneesha Kukkapalli                    | Arjunkrishnan Rajaram Arul Bala Radhakrishnan    |